# خانه حسینوند
خانه حسینوند مربوط به دوره قاجار است و در خوزستان، دزفول، محله ساکیان واقع شده و این اثر در تاریخ ۱۷ اسفند ۱۳۸۱ با شمارهٔ ثبت ۷۸۷۴ به‌عنوان یکی از آثار ملی ایران به ثبت رسیده است.